# St. Marien (Schwelm)

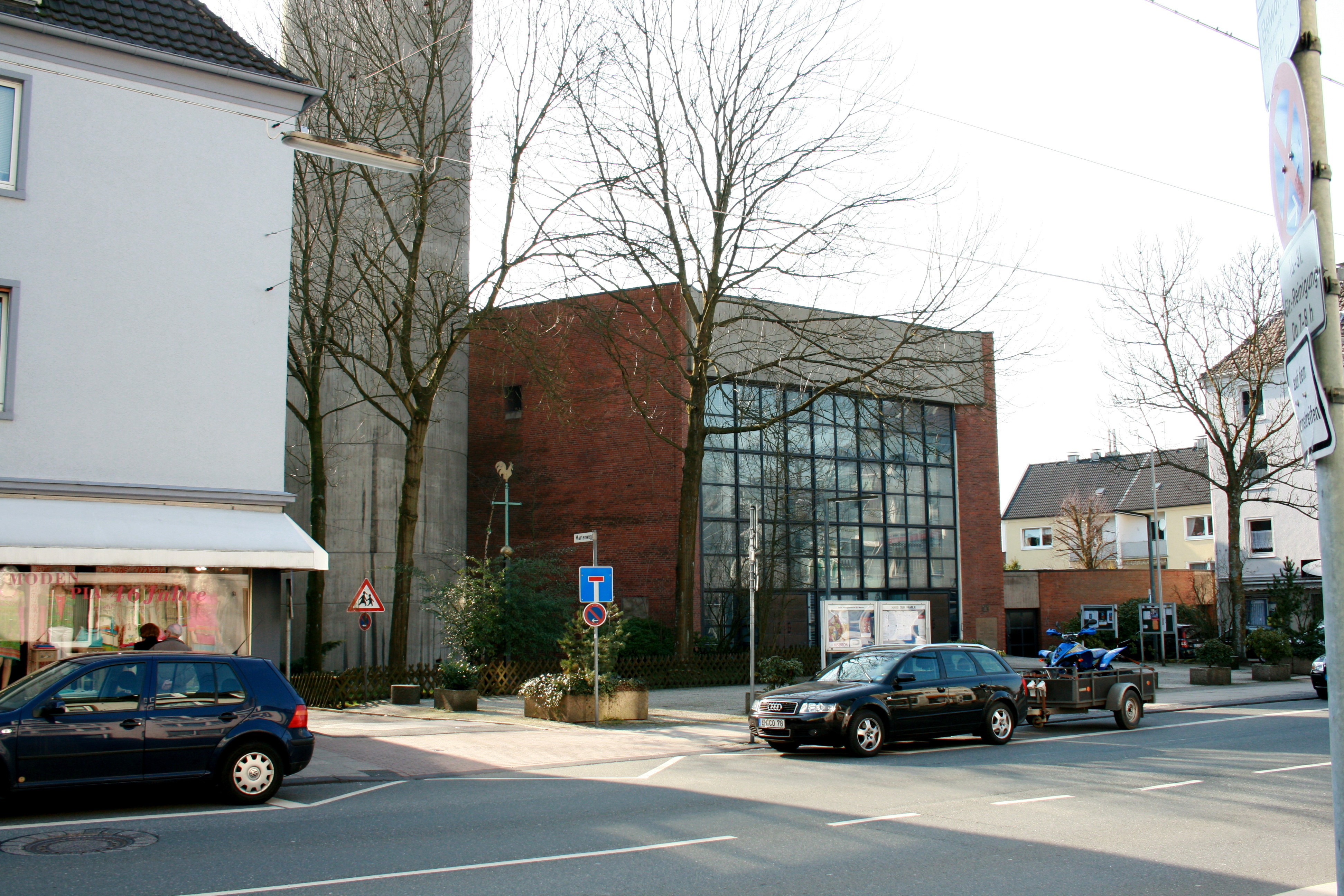
St. Marien (2009)

St. Marien ist eine römisch-katholische Kirche in Schwelm, der Kreisstadt des Ennepe-Ruhr-Kreises in Nordrhein-Westfalen. Die im Marienweg 2 befindliche Kirche ist eine Propsteikirche im Kreisdekanat Hattingen-Schwelm des Bistums Essen.

## Geschichte
Nachdem bei den beiden großen Stadtbränden 1503 und 1520 ein großer Teil der Bausubstanz des Ortes, darunter auch eine Kirche, beschädigt oder vernichtet worden war, begann man ab 1521 mit dem Wiederaufbau der Kirche. In der Folge der Reformation geriet die Kirche zum Zankapfel zwischen den beiden beteiligten Konfessionen. Das genaue Datum, wann die Kirche lutherisch wurde, ist durch überlieferte Akten oder Dokumente nicht zu belegen. Während der Wirren des Dreißigjährigen Kriegs war die Kirche abwechselnd in katholischer oder evangelischer Verwaltung und blieb schließlich in protestantischer Hand.

### Geschichte der katholischen Kirchengemeinde
Nach der Reformation, in der Schwelm evangelisch wurde, gründete sich im Juli 1682 eine neue katholische Kirchengemeinde. 1684 entstanden eine eigene Kirche, Schule und Pfarrhaus. Das heutige Kirchengebäude hatte mehrere Vorgängerbauten, die durch Brände zerstört wurden. Die unmittelbare Vorgängerkirche wurde am 3. März 1945 im Bombenkrieg stark beschädigt. Nach ihrer Wiederherstellung hielt die Gemeinde am 13. Juli 1947 den ersten Gottesdienst ab. Am 22. September 1968 fand in ihr der letzte Gottesdienst statt, am 3. Oktober 1968 wurde die Kirche gesprengt.
Am selben Ort entstand der Nachfolgebau nach dem Entwurf von Hansjakob Lill, der aus einem Architektenwettbewerb als Sieger hervorgegangen war. Nach Lills Tod im Februar 1967 führte sein Bruder, der Architekt Fritz Lill aus Köln, die Bauleitung weiter. Am 7. September 1969 legte Weihbischof Wolfgang Große den Grundstein, und nach einer Bauzeit von gut einem Jahr weihte Bischof Franz Hengsbach am 20. Dezember 1970 die Kirche.

## Architektur und Innenausstattung
Der schlichte Hallenbau aus Baustein hat einen bugförmigen Chor. Beleuchtet wird das Innere durch die geschosshohe Fensterwand an der Westseite. Die Fenster entwarf der Hattinger Bildhauer und Glasmaler Egon Stratmann.
Der freistehende Campanile über einem kreisförmigen Grundriss besteht aus Sichtbeton. Der Turm ist mit einem Kreuz bekrönt. Er beherbergt ein vierstimmiges Bronzegeläut:
| Nr. | Name/Patron     | Nominal | Durchm. | Gewicht  | Gussjahr | Gießer                           |
| --- | --------------- | ------- | ------- | -------- | -------- | -------------------------------- |
| 1   | Christkönig     | h°      | 169 cm  | 2.450 kg | 1953     | Glockengießerei A. Junker Brilon |
| 2   | Maria Imaculata | cis′    | 150 cm  | 2.150 kg | 1953     | Glockengießerei A. Junker Brilon |
| 3   | St. Engelbert   | dis′    | 134 cm  | 1.250 kg | 1953     | Glockengießerei A. Junker Brilon |
| 4   | St. Hedwig      | fis′    | 113 cm  | 700 kg   | 1953     | Glockengießerei A. Junker Brilon |

Die Kirchenbänke sind halbkreisförmig vor dem Altarbereich angeordnet, der Altar selbst ist ein schlichter Steintisch.
An der Westseite wurde erst 13 Jahre nach Fertigstellung der Marienkirche von der Firma Romanus Seifert aus Kevelaer 1983 eine große Orgel vor dem Kirchenfenster gebaut. Die Orgel hat drei Manuale und 36 Register. Das erste Manual wurde dabei als Koppelmanual konzipiert. Das Prospekt der Orgel nimmt mit seinen runden Pfeifentürmen die Architektur der Kirche auf. Die Spieltraktur ist mechanisch, die sechs Registerkombinationen werden mechanisch mit Fußtritten über einen Sternchensetzer bedient. Sieben Zungenregister finden sich in der Orgel. Als Besonderheit seien hervorgehoben im Hauptwerk Doppelflöte 8′ und Cornett 5-fach Im Schwellwerk Gambe 8′ und Vox Coelestis 8′, im Pedal Clairon 4′ und 10 2⁄3 als akustischer 32 Fuß. Die umfangreiche Disposition ermöglicht die Interpretation der gesamten Orgelliteratur verschiedener Epochen und Orgellandschaften. Die Orgel wurde 2006 von der Firma Seifert generalgereinigt, gestimmt und durch Andreas Saage modifiziert intoniert.

## Pfarrei

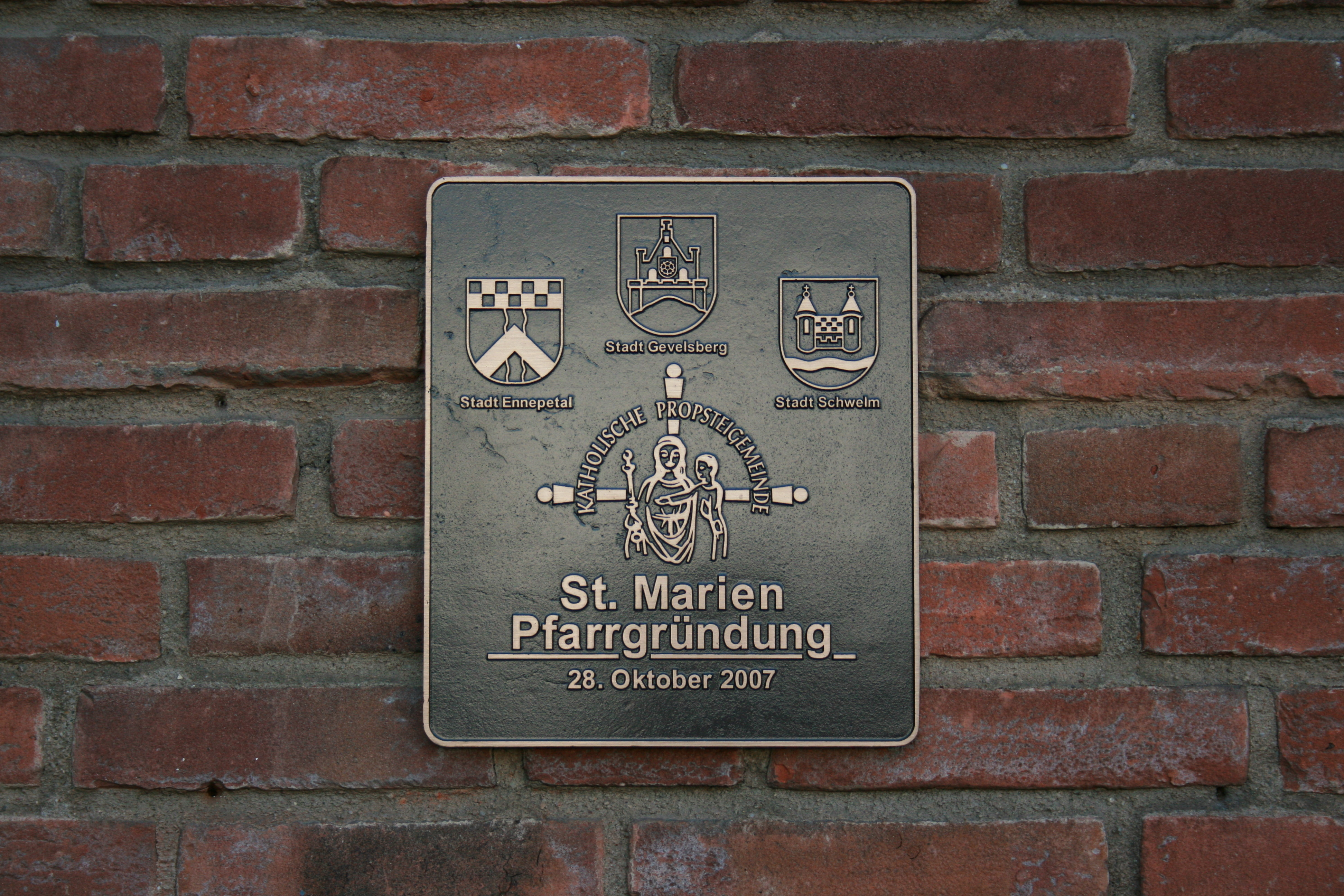
Gedenktafel zur Pfarreigründung

Zur am 28. Oktober 2007 gegründeten heutigen Pfarrei zählen folgende Kirchen:

- Propsteikirche St. Marien, Schwelm
- Kirche Herz Jesu, Ennepetal-Milspe
- Filialkirche St. Johann Baptist, Ennepetal-Voerde
- Kirche St. Engelbert, Gevelsberg
- Filialkirche Liebfrauen, Gevelsberg
- St. Martin, Ennepetal-Büttenberg[4]
- Filialkirche Christi Auferstehung, Schwelm

Die ebenfalls zur Pfarrei gehörende Filialkirche Heilig Geist in Schwelm wurde 2011 profaniert. Die Filialkirche Liebfrauen in Gevelsberg wurde am 4. Juni 2023 außer Dienst gestellt und soll zu einer Kindertagesstätte umgenutzt werden.